# Clase Buenos Aires
La Clase Buenos Aires fue un grupo de siete (7) destructores construidos para la Armada Argentina en el Reino Unido en 1936/38.

## Diseño
Los buques, estaban basados en sus contemporáneos de la Clase G construidos para la Royal Navy británica, con algunas modificaciones para cumplir con los requisitos de la Armada Argentina. Los buques, fueron modernizados en la década de 1950, cuando fueron equipados con cañones Bofors de 40 mm, radar y sonar.

## Buques
| Nombre           | Número             | Constructor          | Botado                   | Asignado                 | Baja | Destino    |
| ---------------- | ------------------ | -------------------- | ------------------------ | ------------------------ | ---- | ---------- |
| ARA Buenos Aires | E-6 / T-6 / D-6    | Vickers-Armstrong    | 21 de septiembre de 1937 | 4 de abril de 1938       | 1971 | Desguazado |
| ARA Entre Ríos   | E-7 / T-7 / D-7    | Vickers-Armstrong    | 21 de septiembre de 1937 | 15 de mayo de 1938       | 1973 | Desguazado |
| ARA Corrientes   | E-8 / T-8 / D-8    | Vickers-Armstrong    | 21 de septiembre de 1937 | 1 de julio de 1938       | 1941 | Naufragio  |
| ARA San Juan     | E-9 / T-9 / D-9    | John Brown & Company | 24 de junio de 1937      | 23 de marzo de 1938      | 1973 | Desguazado |
| ARA San Luis     | E-10 / T-10 / D-10 | John Brown & Company | 21 de agosto de 1937     | 23 de marzo de 1938      | 1971 | Desguazado |
| ARA Misiones     | E-11 / T-11 / D-11 | Cammel Laird         | 23 de septiembre de 1937 | 5 de septiembre de 1938  | 1971 | Desguazado |
| ARA Santa Cruz   | E-12 / T-12 / D-12 | Cammel Laird         | 3 de noviembre de 1937   | 26 de septiembre de 1938 | 1973 | Desguazado |